# قلعة الزجاج (فلم)
فيلم قلعة الزجاج بالإنجليزية (The Glass Castle) فيلم يتناول في قصته حياة الكاتبة الأمريكيّة جانيت وولز (Jeannette Walls)، حيث يستعرض مختلف سنوات حياتها بما فيها فترة طفولتها مع أخوتها لوري (Lori)، مورين (Maureen) وبريان (Brian). تم إنتاجه في سنة 2017 والفيلم من بطولة بري لارسون، ووودي هارلسون، ونعومي واتس، وماكس غرينفيلد، وسارة سنوك.

## القصة
الفيلم يحكي عن قصة معاناة الكاتبة جانيت وولز مع مشاكل عديدة في حياتها، كان أبرزها ابتعاد والدتها روز ماري عن العائلة؛ بسبب عدم توافقها مع زوجها ريكس لكونها غريبة الأطوار.
فضلاً عن إدمان زوجها ريكس على الكحول، بالإضافة إلى الأحوال الماديّة الفقيرة الّتي عاشتها العائلة.
الأمر الّذي انعكس سلباً على جانيت منذ طفولتها، مما جعل والدها يحاول تعويضها وإخوتها من خلال بث وإثارة الآمال الوهمية في خيالهم، لتظهر النتائج الكارثية بعد كبرهم.
جانيت الفتاة اليافعة التي تربت وسط عائلة دائمة الهروب من المباحث الفيدرالية، وتعيش تحت رعاية والدها السكير - حتى تصل سن البلوغ - بينما والدتها الأنانية الغير مُريحة، لا تملك أي نوايا للمشاركة في شئون التربية، ثم تحاول جانيت برفقة شقيقها وشقيقتيها أن يصمدوا معا، ويدافعون عن بعضهم البعض بينما ينضجون في رحلتهم الغير تقليدية بحياتهم الأسرية.
الفيلم مشوق ومليء بالأحداث الدرامية الحقيقية المختلفة التي تلخص حياة الكاتبة جانيت وولز.

## البطولة
- بري لارسون بدور جانيت وولز
- إيلا أندرسون بدور جانيت وولز الصغيرة
- نعومي واتس بدور روزي ماري وولز
- وودي هارلسون بدور ريكس وولز
- سارة سنوك بدور لوري وولز
- سادي سينك بدور لوري وولز الصغيرة
- جوش كاراس بدور براين وولز
- يان أرميتاج بدور براين وولز الصغير
- بريدجيت لوندي باين بدور مورين وولز
- ماكس غرينفيلد بدور ديفيد
- جو بانجيي بدور العم ستانلي

## وصلات خارجية
- مقالات تستعمل روابط فنية بلا صلة مع ويكي بيانات
- The Glass Castle